# کردامیر (زاقاتالا)
کردامیر (به لاتین: Kürdəmir) یک منطقه مسکونی در جمهوری آذربایجان است که در شهرستان زاقاتالا واقع شده‌است.